# Крекінг-установки в Ліньюані
Крекінг-установки в Ліньюані – складові нафтохімічного майданчика тайванської China Petroleum Corporation (CPC), розташованого на південно-західному узбережжі острова за кілька кілометрів від околиці міста Гаосюн.
Першу розраховану на споживання газового бензину (naphtha) установку парового крекінгу в Ліньюані ввели в експлуатацію у 1978 році. Оскільки на той час CPC вже мала дві піролізні установки на тій же сировині у складі свого майданчику в нещодавно згаданому Гаосюні, нове виробництво стало відоме під №3. А в 1984-му тут запустили другу установку на тій же сировині, котра отримала позначення як №4 (можливо відзначити, що всі піролізні виробництва CPC мали наскрізну нумерацію, до якої не потрапила лише установка в Тоуфені, котра використовувала іншу сировину – етан).
У 2012 році установку №3, яка на той момент мала річну потужність по етилену 230 тисяч тонн, вивели з експлуатації. Це було пов'язано зі спорудженням установки №6, котра стала до ладу в наступному році та могла продукувати 720 тисяч тонн. Можливо відзначити, що невдовзі, у 2015-му, зупинили виробництво етилену в Гаосюні (річна потужність 500 тисяч тонн), так що нарощування можливостей ліньюанського майданчика мало важливе значення для забезпечення потреб місцевих споживачів. Що стосується установки №4, то станом на 2016 рік вона могла продукувати 380 тисяч тонн етилену.
Використання важкої (як для нафтохімії) сировини призводить до виходу великої кількості інших ненасичених вуглеводнів. Так, установки №4 та №6 здатні виробляти 190 та 370 тисяч тонн пропілену відповідно. Крім того, CPC виробляє 158 тисяч тонн бутадієну, з якого 100 тисяч тонн забезпечує установка №6.
Продукція установок може споживатись різноманітними хімічними заводами зі складу розташованих біля Гаосюна кількох індустріальних парків. Так, USI Corporation має дві лінії з випуску поліетилену низької щільності/етиленвінілацетату (потужність 120 тисяч тонн на рік) та лінійного поліетилену низької щільності/поліетилену високої щільності (160 тисяч тонн). Перша з ліній почала роботу ще в 1968-му (коли у Гаосюні стала до ладу установка №1), проте в подальшому для живлення заводу також залучили етилен із Ліньюаня (при цьому все рівно третину сировини приходилось імпортувати морським шляхом, для чого USI Corporation має власний термінал). В самому ж Ліньюані на етилені CPC працює виробництво поліетилену високої щільності потужністю 180 тисяч тонн на рік, належне Formosa Plastics Corporation (остання сама володіє найбільшим тайванським піролізним майданчиком, який втім розташований за сотню кілометрів північніше у Майліао). 
З 1978-го (коли стала до ладу установка №3) в Гаосюні діє завод компанії Oriental Union Chemical Corp, котрий після завершеної у 2015-му модернізації здатен продукувати 360 тисяч тонн оксиду етилену та 300 тисяч тонн моноетиленгліколю. А в 1984-му (того ж року ввели в експлуатацію установку №4) завод оксиду етилену запустила у індустріальному парку Даше компанія CMFC, котра за десяток років до того вже почала тут виробництво моноетиленгліколю. Станом на початок 2010-х потужності компанії з випуску цих продуктів становили 53 та 150 тисяч тонн відповідно.
Ще одним великим споживачем етилену в Ліньюані є завод мономеру вінілхлориду компанії Taiwan VCM Corporation потужністю 450 тисяч тонн на рік, при цьому частину олефіну вона вимушена імпортувати через згаданий вище термінал USI Corporation.
Нарешті, в Ліньюані діє вироництво мономеру стирену компанії Taiwan Styrene Monomer Cor, котре складається із двох ліній загальною потужністю 340 тисяч тонн на рік, а в Даше розташовані дві лінії цього мономеру компанії Grand Pacific Petrochemical, здатні продукувати до 380 тисяч тонн.
Що стосується пропілену, то він може бути потрібен заводам фенолу в Ліньюані (потужність 360 тисяч тонн, належить Taiwan Prosperity Chemical) та Гаосюні (300 тисяч тонн, власник Cjang Chun Petrochemical).